# Prochoerodes trispinta
Prochoerodes trispinta là một loài bướm đêm trong họ Geometridae.